# Volo LOT Polish Airlines 016
Il volo LOT Polish Airlines 016 era un volo passeggeri internazionale di linea da Newark, Stati Uniti, a Varsavia, Polonia, che il 1º novembre 2011 effettuò con successo un belly landing all'aeroporto di Varsavia-Chopin, dopo che non era riuscito a estendere il carrello di atterraggio. Tutti i 231 passeggeri a bordo sopravvissero senza ferite gravi. Subito dopo il decollo si era verificata una perdita in uno dei sistemi idraulici dell'aereo, con la conseguente perdita di tutto il fluido idraulico che alimentava il sistema primario del carrello di atterraggio.

## L'aereo
Il velivolo coinvolto era un Boeing 767-300ER, marche SP-LPC, numero di serie 28656, numero di linea 659. Volò per la prima volta il 5 maggio 1997 e venne consegnato a LOT Polish Airlines dieci giorni dopo. Operò in seguito per Air Italy e Santa Barbara Airlines, per poi far ritorno alla compagnia polacca nel marzo 2007. Era spinto da 2 motori turboventola General Electric CF6-80C2B6. Al momento dell'incidente, l'aereo aveva accumulato 85 429 ore di volo in 8 002 cicli di decollo-atterraggio.

## L'equipaggio
Il comandante del volo 16 era Tadeusz Wrona, un pilota veterano di 57 anni con vent'anni di esperienza su Boeing 767. Sia il comandante che il primo ufficiale Jerzy Szwarc erano titolari di licenze di pilota per il trasporto aereo e avevano accumulato oltre 25 000 ore di volo tra di loro, di cui 15 000 su 767.

## L'incidente
30 minuti dopo la partenza da Newark, l'equipaggio ricevette un avviso che il sistema idraulico centrale aveva subito un malfunzionamento. Si decise di proseguire verso Varsavia per esaurire il pesante carico di carburante necessario per il volo transatlantico. L'aereo si avvicinò normalmente, ma l'atterraggio venne interrotto quando il carrello di atterraggio non riuscì a dispiegarsi.
L'equipaggio informò il controllo del traffico aereo di Varsavia (ATC) di non essere in grado di abbassare il carrello di atterraggio a causa di un guasto al sistema idraulico. Il comandante decise di stare in un circuito di attesa vicino all'aeroporto per oltre un'ora, per consumare il carburante in eccesso e per dare tempo ai servizi di emergenza a terra per prepararsi all'atterraggio. Un'osservazione visiva da parte di due caccia F-16 dell'Aeronautica Militare polacca confermò che nessuno dei carrelli fosse abbassato; i tentativi di abbassare il carrello di atterraggio con mezzi alternativi fallirono.
L'aeroporto fu evacuato per l'arrivo dell'aereo e le strade intorno all'aeroporto vennero chiuse per accogliere i servizi di emergenza. Altri voli in arrivo a Varsavia furono dirottati o riportati all'aeroporto di partenza.
Alle 14:40 CET, il Boeing atterrò con successo sulla pista 33, senza provocare vittime o feriti. Tuttavia, l'aereo subì danni sostanziali. Tutti gli occupanti vennero evacuati in 90 secondi.
L'aeroporto rimase chiuso al traffico fino alle 16:00 CET del 3 novembre 2011, per consentire la rimozione dei detriti dell'incidente e quindi un'ispezione finale di piste e piazzali.
Poco dopo l'evacuazione, una squadra della State Commission on Aircraft Accidents Investigation (SCAAI) arrivò e scoprì che l'interruttore del circuito C829, che proteggeva una serie di sistemi, incluso il sistema di estensione del carrello di atterraggio alternativo, era "saltato". L'interruttore C4248 per il carrello di atterraggio alternativo era rimasto chiuso.
Dopo che l'aereo venne sollevato dalla pista, l'interruttore del C829 venne chiuso e il carrello di atterraggio fu esteso, utilizzando il sistema alternativo. L'aereo venne poi rimorchiato all'hangar di manutenzione della LOT per ulteriori indagini.

## Le indagini
Il rapporto preliminare dello SCAAI rilevò che una perdita idraulica si verificò poco dopo il decollo, dopo che il carrello di atterraggio e i flap vennero ritirati. La perdita proveniva da un tubo flessibile nel sistema idraulico centrale, con conseguente perdita di tutto il fluido di quel sistema. Il calo di pressione venne indicato dall'EICAS e registrato dal registratore dei dati di volo. Un'indagine successiva scoprì che un interruttore automatico saltato appena a destra del primo ufficiale a livello del pavimento avrebbe consentito al motore elettrico di rilasciare il carrello. L'interruttore venne ripristinato dopo l'atterraggio e il carrello fu esteso normalmente.
Il rapporto finale dell'incidente venne pubblicato nel 2017. Le cause dell'incidente furono la rottura del tubo idraulico centrale, il mancato ripristino dell'interruttore automatico e l'errore dei piloti che non rilevarono l'interruttore saltato.

## Conseguenze
Il presidente polacco Bronisław Komorowski elogiò l'equipaggio e ringraziò i piloti per il successo dell'atterraggio. Il Boeing 767, immatricolato SP-LPC, fu danneggiato in modo estensivo al punto che LOT decise di demolirlo. L'incidente rappresenta la quattordicesima perdita di un Boeing 767. Due anni dopo l'incidente, nel novembre del 2013, l'aereo venne demolito. A febbraio 2020, il volo è operato rispettivamente da Airbus A340 e Boeing 787 di Air Belgium e LOT Polish Airlines. La compagnia aerea ritirò definitivamente i suoi Boeing 767 nel 2013, sostituendoli con i Boeing 787.